# Alden (cráter)

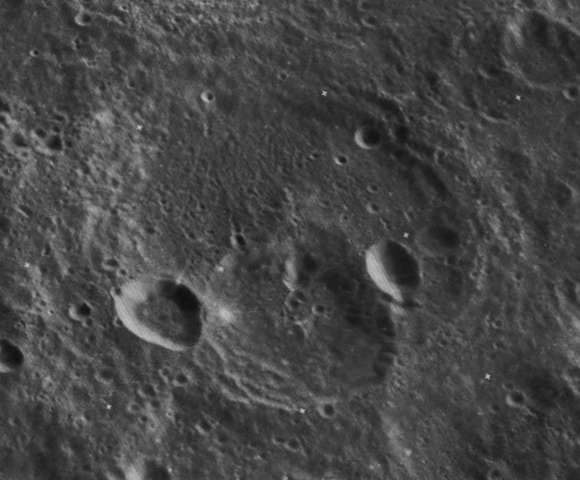
Imagen de la misión Lunar Orbiter 3, mirando al sudeste

Alden es un cráter de impacto que se encuentra en la cara oculta de la Luna, entre Hilbert al norte-noroeste y Milne al sur-sureste. Al sursudoeste se encuentra Scaliger.
Alden tiene un borde bajo que está cubierto en el norte y noreste por Alden C y el Alden E, más pequeño. El brocal aparece desgastado y erosionado, especialmente en la pared sur. El suelo es algo irregular y lleno de marcas. El pequeño cráter Alden V se encuentra justo en el borde norte, y está unido a Alden C por su lado este.

## Cráteres satélite
Por convención estos elementos son identificados en los mapas lunares poniendo la letra en el lado del punto medio del cráter que está más cercano a Alden.
|       | \| Alden \| Coordenadas \| Diámetro \| \| ----- \| ------------------------------- \| -------- \| \| B \| 20°30′S 112°36′E / -20.5, 112.6 \| 17 km \| \| C \| 22°30′S 111°24′E / -22.5, 111.4 \| 50 km \| \| E \| 23°12′S 112°24′E / -23.2, 112.4 \| 28 km \| \| V \| 22°30′S 110°06′E / -22.5, 110.1 \| 19 km \| |          |
| Alden | Coordenadas | Diámetro |
| B     | 20°30′S 112°36′E / -20.5, 112.6 | 17 km    |
| C     | 22°30′S 111°24′E / -22.5, 111.4 | 50 km    |
| E     | 23°12′S 112°24′E / -23.2, 112.4 | 28 km    |
| V     | 22°30′S 110°06′E / -22.5, 110.1 | 19 km    |